# Gonesse
Gonesse es un municipio del departamento francés del Valle del Oise, en la región de la Isla de Francia.

## Geografía
A 16 kilómetros al nornoreste de París, Gonesse se encuentra a ambos lados del valle del Crould, en el límite con la Plaine de France. Su territorio, ligeramente ondulado, se extiende a una altitud media de 60 m, sobre 2009 hectáreas. Su mayor dimensión es de 7 km en sentido noroeste/sureste, y cerca de 5 km en sentido noreste/suroeste.
Limita, partiendo del norte y en el sentido de la agujas del reloj, con los territorios de los municipios de Bouqueval, Le Thillay, Vaudherland, Roissy-en-France, Tremblay-en-France, Villepinte, Aulnay-sous-Bois, Le Blanc-Mesnil, Bonneuil-en-France, Arnouville-lès-Gonesse y Villiers-le-Bel.
El municipio está comunicado por la RER D (estación de Villiers-le-Bel- Gonesse-Arnouville)

## Geología
Partiendo del fondo del valle, se encuentran, sucesivamente, las zonas geológicas siguientes –partiendo del ciclo sedimentario del período Eoceno (que comprende de -65 a -45 millones de años aproximadamente).
- Aluviones modernos.
- Bartoniano inferior (arenas de Auvers y de Beauchamp).
- Bartoniano medio (calcáreo de St-Ouen).
- Bartoniano superior (margas de Pholadomies, 4.ª masa de yeso).
- Limo loessique o limo de las mesetas.

Tres de estos elementos tuvieron gran importancia en el desarrollo de la región: el limo de las mesetas que proporcionaba tierras agrícolas muy fértiles, apropiadas para el cultivo de los cereales, y las arenas de Beachmap, cuyas capas ascendentes acuíferas son origen de numerosas fuentes aparecidas entre las margas y la maleza, en la parte de las pendientes que descienden hacia el Crould. Esta abundancia de agua permitió el desarrollo en el fondo del valle de la horticultura, especialmente del berro. La mayor parte de estas fuentes están, hoy en día, agotadas, otras han desaparecido, las margas han sido utilizadas para el abono de las tierras de cultivo.
Durante los cuatro últimos decenios del siglo XX se han ido añadiendo a esta estratografía geológica capas suplementarias de compuestos de detritus procedentes de la industria humana que son, cada vez, más abundantes. Estas acumulaciones recientes tienen gran importancia ya que han remodelado, sensiblemente, el paisaje de los alrededores.

## Historia
Gonesse apareció en 832 con el nombre de Gaunissa, pero ya existía una población humana en este lugar en épocas prehistóricas como lo atestiguan los numerosos descubrimientos fortuitos y los resultados de las investigaciones arqueológicas. Los descubrimientos realizados dan testimonio de la presencia continuada de un hábitat ya existente en el neolítico, en la Edad del Hierro, en la época galo-romana y en la Edad Media.
Gonesse fue incorporada al dominio real por Hugo Capeto. Diversos escritos mencionan esta ciudad como el lugar en el que nació Felipe Augusto, rey de Francia el 21 de agosto de 1165, aunque algunos historiadores disienten de ello.
Del siglo XI al siglo XIV, Gonesse se conoció por sus paños de lana, llamados gaunace en cuya fabricación tuvo mucho que ver Crould y sus molinos, los molinos de lana instalados a orillas del río. Del siglo XV al siglo XVII la ciudad consiguió una sólida reputación gracias a la calidad de su pan fabricado con harinas de su territorio. El pan blando de Gonesse, conocido también con el nombre de pan del cabildo debido a que el panadero del cabildo de Catedral Notre Dame de París fue el primero en fabricarlo. Algunas partes del edificio, como La Malmaison y Coulanges, así como los palomares de Coulanges, de Garlande y de Orgemont, dan testimonio (todavía hoy) de este pasado agrícola e industrial de la ciudad.
Fortificada en el siglo XIV la ciudad acogió a Juana de Arco en 1429, cuando hizo un descanso en la fuente de Dame-Jeanne, que se encontraba en el camino que conducía a Patte-d’Oie.
Alrededor de la iglesia de Saint-Pierre-Saint-Paul (siglos XII-XIII) que todavía se conserva, existía otra parroquia y su iglesia ubicada en la orilla izquierda del Crould, Saint-Nicolas. Esta iglesia del siglo XIV fue demolida durante la Revolución francesa. Todavía pueden descubrirse algunos vestigios de este edificio empleados en las paredes de algunas casas del barrio. En los años 70, y con motivo de la construcción de una casa situada en la parte alta del a calle Savigny, aparecieron, cuando se hicieron las cimientos de la misma, las tumbas del cementerio que estaba cerca de la iglesia de Saint-Nicolas. Asimismo se descubrieron vestigios del Palacio-Dieu edificado en 1208 por Pierre de Tehilley, lo que atestigua la importancia que, por aquel entonces, tenía Gonesse en la región.
Más recientemente, el 25 de julio de 2000, Gonesse figura en la historia a causa de la catástrofe aérea producida por el Concorde al caer sobre su territorio a pocos metros de las viviendas, derribó un hotel y murieron todos los pasajeros. Este grave accidente, el primero de este tipo de avión, conmovió profundamente a todos los ciudadanos. Más concretamente, el avión se estrelló contra el hotel Les Relais Bleus en La Patte d'Oie, incendiando y destruyendo el hotel, en el que murieron cuatro personas que allí se encontraban.

## Población
| 2 400 | 2 216 | 2 020 | 2 008 | 2 221 | 2 123 | 2 257 | 2 263 | 2 348 | 2 684 | 2 831 | 2 526 | 2 859 | 2 935 | 3 008 | 2 642 | 2 678 | 2 757 | 2 902 | 3 131 | 3 231 | 3 537 | 4 359 | 4 638 | 4 006 | 4 881 | 8 517 | 21 187 | 21 390 | 22 896 | 23 152 | 24 721 | 26 262 |
| Para los censos de 1962 a 1999 la población legal corresponde a la población sin duplicidades (Fuente: INSEE [Consultar]) |       |       |       |       |       |       |       |       |       |       |       |       |       |       |       |       |       |       |       |       |       |       |       |       |       |       |        |        |        |        |        |        |

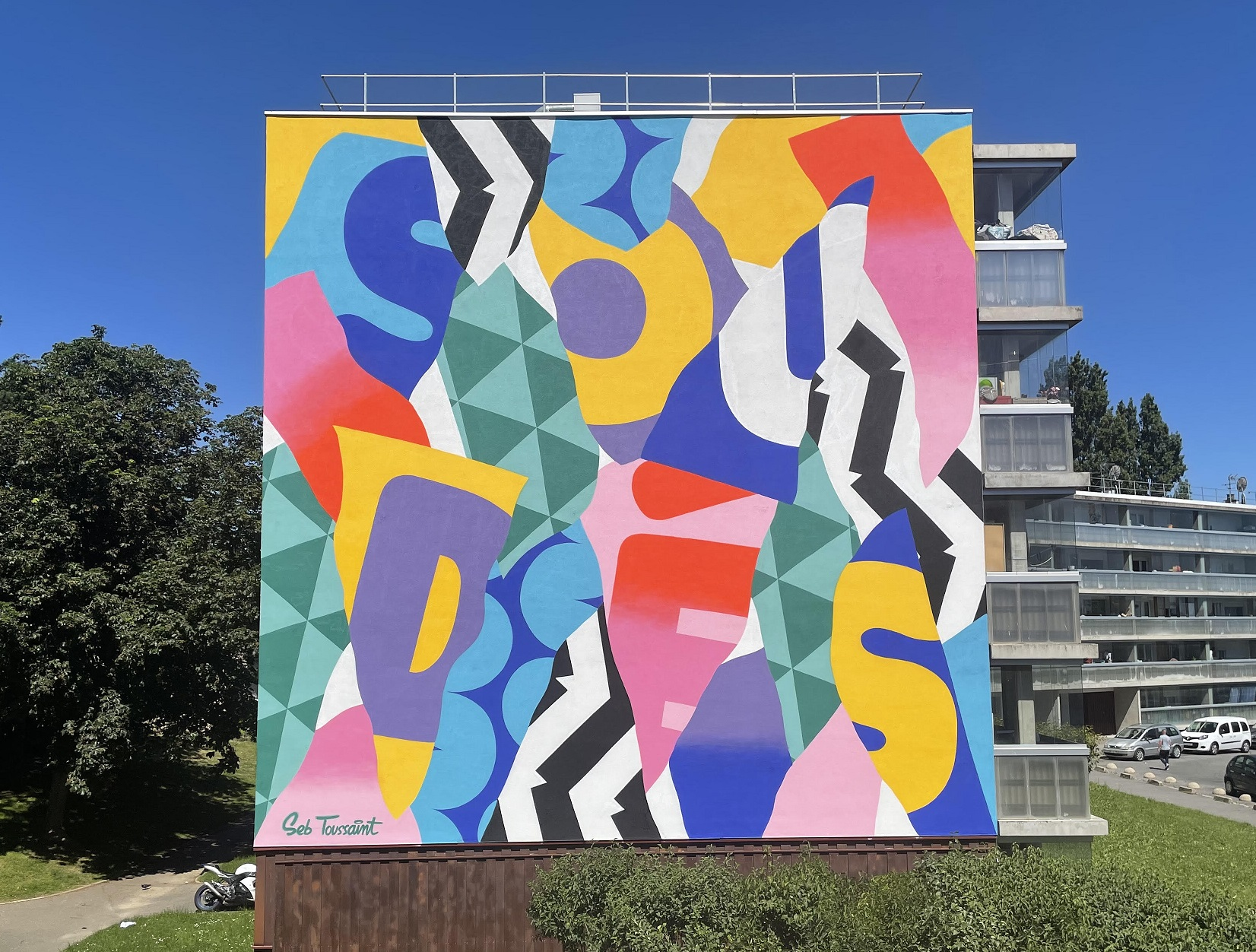
Mural de Seb Toussaint en el barrio de La Fauconniere

Conforme al censo de 1999, Gonesse contaba con 24.721 habitantes, cifra que aumentó en 1.569 habitantes en relación con 1990. La mayor parte de la misma es una población muy joven, comprendida entre los 0 y los 19 años, representa un 29,8 % de la misma, de 20 a 39 años representa un 31,8 % y un 3,9 % tienen más de 75 años.
La proporción de parados, en relación con la población activa es de un 14 %.